# Compliant tower
Een compliant tower (letterlijk buigzame toren) is een productieplatform. Het werd voor het eerst toegepast begin jaren 1980 in de Golf van Mexico.

## Ontwikkeling
Bij de exploitatie van olievelden in steeds grotere waterdieptes werden de normale jackets te groot en zwaar om economisch nog haalbaar te zijn. In 1983 werd de guyed tower Lena geplaatst in een waterdiepte van 305 meter. Deze toren is met 20 tuidraden verstevigd en heeft daarnaast een drijftank ter stabilisatie. Nadat Bullwinkle werd geplaatst in 1988, het grootste jacket ooit in een waterdiepte van 412 meter en een gewicht van 49.375 ton, was men het erover eens dat er voor dieper water andere oplossingen moesten komen.
De olieprijs zakte in 1986 sterk in, waardoor ook de investeringen in de offshore afnamen en dan vooral in dieper water. Zo duurde het tot 1998 voordat de volgende compliant towers werden geïnstalleerd, Baldpate in 502 meter waterdiepte en het Petronius in 535 meter waterdiepte. Deze platforms werden niet meer verstevigd met tuidraden. De installatie van Baldplate ging in eerste instantie fout, doordat na tewaterlating van de bovenste toren vanaf de Intermac 650 op 18 mei 1998 bleek dat twee ballastkleppen open stonden, zodat de toren te vroeg naar de bodem zonk en op de verkeerde plek stond. Na berging door de Balder op 21 mei plaatste deze op 24 mei de bovenste toren alsnog op het eerder geplaatste onderste deel van de toren.
In 2005 werd voor het eerst een compliant tower buiten de Golf van Mexico gebouwd, het Benguela-Belize-platform voor de kust van Cabinda, Angola. Dit platform werd gevolgd door Tombua-Landana, ook in Angola.
De oppervlakte van de basis van een compliant tower ten opzichte van een conventioneel jacket is slechts 1/12e, terwijl het gewicht ongeveer de helft is. Ze kunnen in een storm zo'n 1,5 à 2% van hun hoogte bewegen in horizontale richting, met een slingerperiode van 30-33 seconden.

## Tewaterlating Benguela Belize basistoren
Op 15 april 2005 werd de basistoren van de bak H-851 tewatergelaten, die daarvoor in de voorgaande 24 uur dusdanig achterover is geballast dat deze voor de helft onder water is verdwenen. De basistoren is de onderste 250 meter hoge toren van de uiteindelijk totaal meer dan 400 meter hoge toren. Het kraanschip dat gedeeltelijk te zien is, is de Thialf

## Compliant towers
| Platform           | Veld                                | Jaar | Operator     | Land             | Werf                                           | Installatie       | Waterdiepte |
| ------------------ | ----------------------------------- | ---- | ------------ | ---------------- | ---------------------------------------------- | ----------------- | ----------- |
| Lena (guyed tower) | Lena                                | 1983 | Exxon        | Verenigde Staten | Brown & Root                                   | Brown & Root      | 305 m       |
| Baldpate           | Baldpate                            | 1998 | Amerada Hess | Verenigde Staten | McDermott, Aker Gulf Marine                    | Heerema           | 502 m       |
| Petronius          | Petronius                           | 2000 | Chevron      | Verenigde Staten | McDermott                                      | McDermott, Saipem | 535 m       |
| Benguela-Belize    | Benguela, Belize, Lobito en Tomboco | 2006 | Chevron      | Angola           | Kiewit Offshore, Gulf Marine Fabricators, DSME | Heerema           | 396 m       |
| Tombua-Landana     | Tombua en Landana                   | 2009 | Chevron      | Angola           | DSME, Gulf Marine Fabricators                  | Heerema           | 366 m       |